# Cesare Di Napoli
Cesare Di Napoli (Messina, 1550 – Messina, ...) è stato un pittore italiano.
Pittore di stile polidoresco appartenente alla scuola di Deodato Guinaccia.

## Opere
- XVI secolo, Sant'Elena, San Costantino, Sant'Andrea e Sant'Agostino, dipinto su tavola, opera documentata nella chiesa di Santa Pelagia oggi al Museo Regionale di Messina.[2]
- XVI secolo, San Vito e compagni, dipinto, opera documentata nella chiesa di San Vito di Messina.[2]
- 1582, Presentazione della Vergine al tempio, dipinto su tavola, opera autografa documentata nella Cappella Calvo della chiesa di Sant'Agostino di Messina.[2]
- 1585, Madonna delle Grazie, dipinto su tavola, opera autografa proveniente dai primitivi monasteri dei basiliani, oggi custodita nella Biblioteca comunale di Barcellona Pozzo di Gotto.[2]
- XVI secolo, San Nicola, San Rocco e Santa Caterina, dipinto su tavola, opera documentata nel primitivo duomo oggi custodita nella chiesa di San Sebastiano di Barcellona Pozzo di Gotto.[2]
- XVI secolo, San Placido, San Nicolò e Santa Lucia, dipinto su tavola, opera documentata nella chiesa di San Vito di Pozzo di Gotto.[2]

- 1573, San Pietro e Sant'Andrea, dipinto su tavola, opera commissionata dalla Confraternita dei Marinai documentata nella chiesa di Santa Maria di Portosalvo di Messina.
- XVI secolo, Adorazione dei magi, dipinto composto da quattro tavole, opera attribuita e documentata nella galleria Brunaccini, andata distrutta o dispersa con tutta la collezione nei moti del 1848
- 1586, Madonna in gloria raffigurata tra i San Pietro e San Paolo, dipinto su tavola, opera documentata nel duomo dei Santi Pietro e Paolo di Pagliara.
- XVI secolo, Santissima Trinità raffigurata tra San Pietro e San Paolo.
- 1581, Annunciazione, opera custodita nel Museo Regionale di Messina.